# Важкий метал (мультфільм)
«Важкий метал» (англ. Heavy Metal) — мультфільм-антологія 1981 року. Створений за мотивами коміксів низки художників, що публікувалися в журналі «Heavy Metal».
Сюжет «Heavy Metal» складають вісім історій, об'єднаних темою лиховісної сфери на ім'я Лок-Нар, яка спонукала до зла в різних місцях і епохах і тепер намагається використати дівчинку для наступного лиходійства.

## Сюжет
Мультфільм складається з восьми частин: «М'яка посадка» (англ. «Soft Landing»), «Грімальді» (англ. «Grimaldi»), «Гері Кеньєн» (англ. «Harry Canyon»), «Ден» (англ. «Den»), «Капітан Штернн» (англ. «Captain Sternn»), «Бі-17» (англ. «B-17»), «Так прекрасно і так небезпечно» (англ. «So Beautiful and So Dangerous»), «Таарна» (англ. «Taarna»).
«М'яка посадка». Астронавт вирушає додому з космічного шаттла на автомобілі, що поступово входить у атмосферу та приземляється на дорогу.
Засновано на однойменному коміксі Дена О'Беннона та Томаса Варкентіна.
«Грімальді». Астронавт, чиїм іменем виявляється Грімальді, приїжджає додому, де його зустрічає дочка. Він каже, що привіз дещо цікаве та дістає з футляра зелену сяйливу сферу. Її світло розплавляє астронавта. Сфера підлітає до дівчинки та називає себе «сумою всього зла» — Лок-Наром. Сфера наказує подивитися кілька історій про свій вплив, щоб використати потім дівчинку для вчинення нового зла.
«Гері Кеньєн». Антиутопічний Нью-Йорк 2031 року переповнений сміттям і злочинністю. Цинічний водій таксі Гері Кеньєн убиває грабіжника за допомогою схованого в авто дезінтегратора. Його увагу привертає молода жінка, що тікає від гангстерів, які вбили її батька, котрий знайшов Лок-Нар. Гері забирає її до себе в квартиру, де вони займаються сексом. Жінка вирішує продати Лок-Нар бандиту Рудніку, але просить Гері охороняти її до того часу. Водій погоджується за половину винагороди. Руднік отримує Лок-Нар, але розплавляється під його світлом. Жінка потім намагається обдурити Гері, щоб лишити всі гроші собі. Коли вона дістає пістолет, Гері вбиває її дезінтегратором і лише трохи жалкує, що вбив таку гарну коханку.
Засновано на коміксі «Довге завтра» Мебіуса.
«Ден». Підліток Девід Елліс Норман знаходить біля свого будинку «зелений метеорит» і кладе його в свою колекцію каменів. Під час експерименту з блискавкою «метеорит», який насправді є Лок-Наром, закидає підлітка до світу Ніде, де той перетворюється на дорослого могутнього героя Дена. У храмі злого божества Ден стає свідком ритуалу: оголену жінку збирається принести в жертву місцева королева, скинувши в басейн. Ден рятує незнайомку, вона представляється як Кетрін Велз із британської колонії Гібралтар. Вона віддячує за порятунок сексом, а тим часом обох оточують прислужники безсмертного короля Арда. Король хоче отримати Лок-Нар, для чого пропонує Дену викрасти Лок-Нар у королеви, інакше він уб'є Кетрін. Ден спершу стріляє в Арда, але той зцілюється. Отож Ден з загоном воїнів вирушає по таємному підземеллю до цитаделі королеви. Охоронці схоплюють їх, але королева обіцяє помилувати Дена, якщо він задовольнить її хіть. Поки вони займаються сексом, хтось викрадає Лок-Нар. Ден тікає і рятує Кетрін від наступного жертвопринесення, яке готує вже Ард. Королева починає битися з Ардом за Лок-Нар. Тоді Ден кидає в обох спис, у який влучає блискавка. Їх переносить на Землю, а Ден, відмовившись від Лок-Нара, летить з Кетрін верхи на величезній комасі. Лок-Нар каже, що це не спинить його лиходійства, та злітає в космос.
Засновано на однойменному персонажі коміксів Річарда Корбена.
«Капітан Штернн». Лок-Нар залітає на космічну станцію, де його підбирає нікчемний чоловік Фісте. На станції відбувається суд над капітаном Лінкольном Штернном, звинуваченим у численних злочинах. Підсудний заперечує будь-яку вину та пропонує вислухати свідка — підкупленого ним Фісте. Спершу Фісте всіляко вихваляє Штернна, проте під впливом Лок-Нара починає говорити правду і поступово перетворюється на могутнього велетня. Охоплений бажанням розправитися з капітаном, він переслідує Штернна, нищачи все на шляху. Зрештою він заганяє Штернна в тупик, але спокушається хабарем і повертається до свого колишнього стану. Тоді Штернн викидає Фісте в космос. Рука Фісте, тримаючи Лок-Нар, падає на Землю.
Засновано на однойменному персонажі коміксів Берні Рінгстона.
«Бі-17». Бомбардувальник «Бі-17» часів Другої світової війни виконує бойове завдання. Під час повернення на базу другий пілот оглядає екіпаж. На свій подив, він бачить лише трупи, а тим часом за літаком летить Лок-Нар. Сфера врізається в літак і реанімує мертвих членів екіпажу як зомбі. Другий пілот гине, а перший пілот, відстрілюючись, вчасно стрибає з парашутом. Він приземляється на острів, де знаходить кладовище літаків різних часів, і його оточують зомбі.
«Так прекрасно і так небезпечно». Доктор Анрак, видатний учений, прибуває до Пентагону для доповіді про випадки дивних мутацій, за чутками, спричинені інопланетянами. Коли він бачить Лок-Нар у медальйоні Глорії, красивої стенографістки, то намагається її зґвалтувати. У цей час величезний зореліт у вигляді смайлика пробурює дах і викрадає Анрака, а також випадково затягує Глорію. Анрак виявляється інопланетним роботом, але в ході польоту трубами він безнадійно ламається. Побачивши Глорію, робот-технік проймається жагою до неї та переконує Глорію залишитися на борту та зайнятися «роботським сексом». Глорія не проти, лише висуває кілька вимог до майбутнього весілля. Тим часом пілоти Едсел і Зік вдихають наркотик, через що корабель падає на величезну космічну станцію.
Засновано на однойменному коміксі Ангуса Маккі.
«Таарна». Лок-Нар, тепер розміром з гігантський метеорит, врізається у вулкан на іншій планеті, чим привертає увагу її жителів. Коли вони починають підніматися на вулкан, він вивергається, і зелений слиз покриває натовп, перетворюючи його на армію злих варварів. Згодом мутанти атакують сусіднє місто мирних учених. У розпачі лідери міста барикадуються та викликають на допомогу останнього воїна раси тааракіанців.
Цим воїном виявляється жінка Таарна. Після ритуальної підготовки вона верхи на своєму птерозаврі летить до обложеного міста, де знаходить усіх мертвими. Сповнена рішучості помститися за них, вона стикається з невеликою групою варварів-мутантів. Убивши їх, вона прямує до табору мутантів, де її схоплюють.
Таарну катують і кидають у наповнене небезпеками провалля. Її птерозавр, якого варвари збиралися вбити, тікає і рятує хазяйку. Таарна намагається знищити Лок-Нар, але мутанти переслідують і підстрелюють її птерозавра. Лідер мутантів стикається з Таарною в смертельній дуелі на арені, поранивши її, але Таарні вдається вбити його. З останніх сил Таарна та птерозавр летять до вулкана. Коли вони наближаються, Лок-Нар застерігає Таарну, що жертвувати собою марно. Ігноруючи ці слова, Таарна вивільняє силу, закладену в її мечі, і пірнає у вулкан, розколюючи Лок-Нара на друзки.
У епілозі жертва Таарни відображається на Лок-Нарі в будинку астронавта. Сфера вибухає, а дівчинка тікає з будинку. Надворі з'являється птерозавр Таарни, і дівчинка, осідавши його, летить у хмари. Голос за кадром пояснює, що душа Таарни перевтілилася в цю дівчинку, щоб захистити всесвіт від зла знову.
Засновано на коміксах Мебіуса про Арзака.

## Ролі озвучували
| Актор               | Роль                                |
| ------------------- | ----------------------------------- |
| Дон Френкс          | Грімальді / Другий пілот / Варвар   |
| Керолайн Семпл      | Дівчинка                            |
| Річард Роман        | Гері Кеньйон                        |
| Сьюзен Роман        | Дівчина / Прибічник                 |
| Аль Ваксман         | Руднік                              |
| Харві Аткин         | Чужоземець / Бандит                 |
| Джон Кенді          | Сержант Деск / Ден / Робот          |
| Гленіс Вуттон Гросс | Повія                               |
| Мерилін Лайтстоун   | Повія / Королева                    |
| Джекі Берроуз       | Кетрін                              |
| Мартін Лавут        | Ард                                 |
| Август Шелленберг   | Норлін / Таарак                     |
| Джон Вернон         | Прокурор                            |
| Юджин Леві          | Штернн / Репортер (чоловік) / Едсел |
| Роджер Бампас       | Ганновер Фісте                      |
| Джо Флаерті         | Юрист / Голос за кадром             |

## Саундтрек
| #   | Назва                                   | Виконавець          | Тривалість |
| --- | --------------------------------------- | ------------------- | ---------- |
| 1.  | «Heavy Metal»                           | Sammy Hagar         | 3:50       |
| 2.  | «Heartbeat»                             | Riggs               | 4:20       |
| 3.  | «Working in the Coal Mine»              | Devo                | 2:48       |
| 4.  | «Veteran of the Psychic Wars»           | Blue Öyster Cult    | 4:48       |
| 5.  | «Reach Out»                             | Cheap Trick         | 3:35       |
| 6.  | «Heavy Metal (Takin' a Ride)»           | Don Felder          | 5:00       |
| 7.  | «True Companion»                        | Donald Fagen        | 5:02       |
| 8.  | «Crazy (A Suitable Case for Treatment)» | Nazareth            | 3:24       |
| 9.  | «Radar Rider»                           | Riggs               | 2:40       |
| 10. | «Open Arms»                             | Journey             | 3:20       |
| 11. | «Queen Bee»                             | Grand Funk Railroad | 3:11       |
| 12. | «I Must Be Dreamin'»                    | Cheap Trick         | 5:37       |
| 13. | «The Mob Rules»                         | Black Sabbath       | 3:16       |
| 14. | «All of You»                            | Don Felder          | 4:18       |
| 15. | «Prefabricated»                         | Trust               | 2:59       |
| 16. | «Blue Lamp»                             | Stevie Nicks        | 3:48       |

## Оцінки й відгуки
На агрегаторі кінорецензій Rotten Tomatoes мультфільм зібрав 66 % позитивних рецензій від професійних критиків і 67 % від пересічних глядачів. На Metacritic середня оцінка критиків складає 51 бал зі 100.
Джефрі Ендерсон із Common Sense Media писав, що «Важкий метал» — це анімаційний фільм, призначений для підлітків, але сексуальний і насильницький вміст робить його неприйнятним для більшості. Зазначалося, що він застарів: «У 1981 році це, можливо, була найсучасніша анімація, але зараз вона виглядає рудиментарною, незграбною та пласкою. Сценарій також плаский… Позитивним моментом є те, що фільм має гарний саундтрек арена-року 1970-х і 1980-х років (до речі, не весь він хеві-метал), а пісні цікаво використовуються як фон, часто надаючи сценам ефектного та вкрай необхідного припливу адреналіну».
Редакція Variety відгукнулася, що з технічного боку мультфільм є першокласною антологією — «сумішшю наукової фантастики, меча та чаклунства, модного гумору, насильства, сексу та трохи наркотиків». Але сюжет поступово втрачає напругу і фінальній частині «не вистачає потужності та жорсткості попередніх сегментів».

## Номінації та нагороди
- Мультфільм був номінований на премію «Сатурн» у 1982 році в категорії «Найкращий науково-фантастичний фільм»

## Цікаві факти
- В 3 серії 12 епізоду мультфільму «Південний парк» коли Кенні «чизить», він у своїй уяві потрапляє в світ, що є пародією на світ «Heavy Metal».